# Angerona subsordiata
Angerona subsordiata là một loài bướm đêm trong họ Geometridae.